# Picturesque Matchstickable Messages from the Status Quo
Albums de Status Quo
Spare Parts
(1969)
Singles
1. Pictures of Matchstick Men
Sortie : 5 janvier 1968
2. Black Veils of Melancholy
Sortie : 29 mars 1968
3. Ice in the Sun
Sortie : 26 juillet 1968

Picturesque Matchstickable Messages from the Status Quo est le premier album studio du groupe anglais Status Quo.
 Précédé par la sortie des singles Pictures of Matchstick Men (janvier 68), Black Veils of Melancholy (mars 68) et Ice in the Sun (juillet 68), l'album sort le 27 septembre 1968. Résolument influencé par le rock psychédélique, il ne comprend que quatre titres signés par les membres du groupe, le reste étant des reprises et des titres signés par les compositeurs  anglais, Marty Wilde (père de la chanteuse Kim Wilde) et Ronnie Scott.
L'album ne rentre pas dans les charts britanniques malgré le succès de ses singles.

## Liste des titres
1. Black Veils of Melancholy (Francis Rossi) - 3:17
2. When My Mind Is Not Live (Rossi / Rick Parfitt) - 2:50
3. Ice in the Sun (Marty Wilde / Ronnie Scott - 2:13
4. Elizabeth Dreams (Wilde / Scott) - 3:29
5. Gentleman Joe's Sidewalk Café (Kenny Young) - 3:01
6. Paradise Flat (Wilde / Scott) - 3:13
7. Technicolour Dreams (Anthony King) - 2:54
8. Sheila (Tommy Roe) - 1:56
9. Spicks and Specks (Barry Gibb) - 2:46
10. Sunny Cellophane Skies (Alan Lancaster) - 2:47
11. Green Tambourine (Paul Leka / Shelley Pinz) - 2:19
12. Pictures of Matchstick Men (Rossi) - 3:13

Bonus tracks (Réédition 2000)
1. To Be Free (Roy Lynes) - 2:37
2. Make Me Stay A Bit Longer (Rossi / Parfitt) - 2:55
3. Auntie Nellie (Lancaster) - 3:22

## Musiciens
- Francis Rossi : chant, guitares solo & rythmique.
- Rick Parfitt : chant, guitare rythmique.
- Alan Lancaster : chant, basse.
- Roy Lynes : claviers, chant.
- John Coghlan : batterie, percussions.